# Enyalioides
Enyalioides – rodzaj jaszczurek z rodziny Hoplocercidae.

## Zasięg występowania
Rodzaj obejmuje gatunki występujące w Ameryce Centralnej i Południowej (Panama, Kolumbia, Ekwador, Peru, Boliwia i Brazylia).

## Systematyka

### Etymologia
- Enyalioides: rodzaj Enyalius Wagler, 1830; gr. -οιδης -oidēs „przypominający”[5].
- Morunasaurus: fikcyjna twierdza „Morna Monura” z opowiadania The Worm Ouroboros brytyjskiego pisarza E.R. Eddisona(inne języki)[2]; gr. σαυρος sauros „jaszczurka”[6]. Gatunek typowy: Morunasaurus groi Dunn, 1933.

### Podział systematyczny
Według definicji filogenetycznej przedstawionej w 2009 roku przez Omara Torresa-Carvajala i Kevina de Queiroza rodzaj Enyalioides to klad koronowy pochodzący od ostatniego wspólnego przodka Enyalioides cofanorum, E. (Enyalus) heterolepis, E. (Enyalus) laticeps, E. (Enyalus) microlepis, E. (Elyanus) microlepis, E. (Enyalus) oshaughnessyi, E. (Enyalus) palpebralis, E. (Enyalus) praestabilis oraz E. touzeti. Według analizy Torresa-Carvajala i de Queiroza do rodzaju Enyalioides należałoby włączyć także Morunasaurus i tak też postąpili autorzy The Reptile Database.
Do rodzaju należą następujące gatunki: 
- Enyalioides altotambo Torres-Carvajal, Venegas & De Queiroz, 2015
- Enyalioides anisolepis Torres-Carvajal, Venegas & De Queiroz, 2015
- Enyalioides annularis (O’Shaughnessy, 1881)
- Enyalioides azulae Venegas, Torres-Carvajal, Duran & De Queiroz, 2013
- Enyalioides binzayedi Venegas, Torres-Carvajal, Duran & De Queiroz, 2013
- Enyalioides cofanorum Duellman, 1973
- Enyalioides cyanocephalus Venegas, García-Ayachi, Chávez-Arribasplata, Marchelie, Bullard, Quispe, Valencia, Odar & Torres-Carvajal, 2024
- Enyalioides dickinsoni Venegas, García-Ayachi, Chávez-Arribasplata, Marchelie, Bullard, Quispe, Valencia, Odar & Torres-Carvajal, 2024
- Enyalioides feiruzae Venegas, Chávez, García-Ayachi, Duran & Torres-Carvajal, 2021
- Enyalioides groi Dunn, 1933
- Enyalioides heterolepis (Bocourt, 1874)
- Enyalioides laticeps (Guichenot, 1855)
- Enyalioides microlepis (O’Shaughnessy, 1881)
- Enyalioides oshaughnessyi (Boulenger, 1881)
- Enyalioides palpebralis (Boulenger, 1883)
- Enyalioides peruvianus Köhler, 2003
- Enyalioides praestabilis (O’Shaughnessy, 1881)
- Enyalioides rubrigularis Torres-Carvajal, De Queiroz & Etheridge, 2009
- Enyalioides rudolfarndti Venegas, Duran, Landauro & Lujan, 2011
- Enyalioides sophiarothschildae Torres-Carvajal, Venegas & De Queiroz, 2015
- Enyalioides touzeti Torres-Carvajal, Almendáriz, Valencia, Yúnez-Muños & Reyes, 2008